# آغوش سرندیپیتی
آغوش سرندیپیتی (به کره‌ای: 우연일까?; انگلیسی: Serendipity's Embrace) یک مجموعه تلویزیونی محصول کره جنوبی به کارگردانی سونگ هیون ووک و با بازی کیم سو هیون، چه جونگ هیوپ، یون جی اون و کیم دا سوم است. این مجموعه بر پایه وب‌تونی در ناور وب‌تون به نویسندگی نام جی اون و تصویرگری کیم این هو است که در سال ۲۰۱۱ منتشر شد. این مجموعه از ۲۲ ژوئیه ۲۰۲۴ از تی‌وی‌ان پخش شد.

## بازیگران

### اصلی
- کیم سو هیون در نقش لی هونگ جو

یک تهیه‌کننده انیمیشن
- چه جونگ هیوپ در نقش کانگ هو یونگ

یک برنامه‌ریز مالی
- یون جی اون در نقش بانگ جون هو

یک نویسنده محبوب
- کیم دا سوم در نقش کیم هه جی

یک معلم انگلیسی در دبیرستان اوه‌بوک و بهترین دوست هونگ جو

### مکمل
- هوانگ سونگ بین در نقش گیونگ تک[۶]
- یون جون وون در نقش جوزف اوه[۷]